# 미시간 대학교
미시간 대학교(영어: The University of Michigan)는 미국 미시간주 앤아버에 위치한 세계 최상위권 명문 연구 중심 공립 대학이다. 여러 세계 대학 순위평가 매체에서 항상 20위권 안에 드는 매우 우수한 성과를 보이고 있다. 1817년 미시간 준주 디트로이트에 카톨레피스테미아드(Catholepistemiad) 또는 미시가니아 대학교(University of Michigania)라는 이름으로 세워져 미시간주에서 가장 오래된 대학이다. 1837년 오늘날 앤아버의 중앙 캠퍼스(Central Campus)라고 알려진 부지로 학교를 옮겼으며, 앤아버로 자리를 옮긴 이래로 3.2km2에 이르는 부지에 584채의 주요 건물들을 포함하는 캠퍼스로 성장했고, 플린트와 디어본에도 캠퍼스를 두고 있다. 미시간 대학교가 위치한 앤아버는 2017년 미국 최고의 교육도시로 선정되기도 했다. 미국 대학 협회의 창립 회원이기도 하다.
미시간 대학교는 각종 평가기관으로부터 미국 공립 대학 중 캘리포니아 대학교 버클리, 캘리포니아 대학교 로스앤젤레스, 노스캐롤라이나 대학교 채플힐, 버지니아 대학교 등과 함께 우수한 대학으로 인정받고 있다. 2017년 기준으로 24명의 노벨상 수상자와 26명의 로즈 장학생, 6명의 튜링상 수상자, 허준이 박사를 비롯해 2명의 필즈상 수상자가 미시간 대학교를 거쳤다. 약 54만 명 이상의 동문들이 활동하고 있으며 이는 전 세계에서 단일 대학으로는 가장 많은 동문 숫자 가운데 하나이다.

## 역사

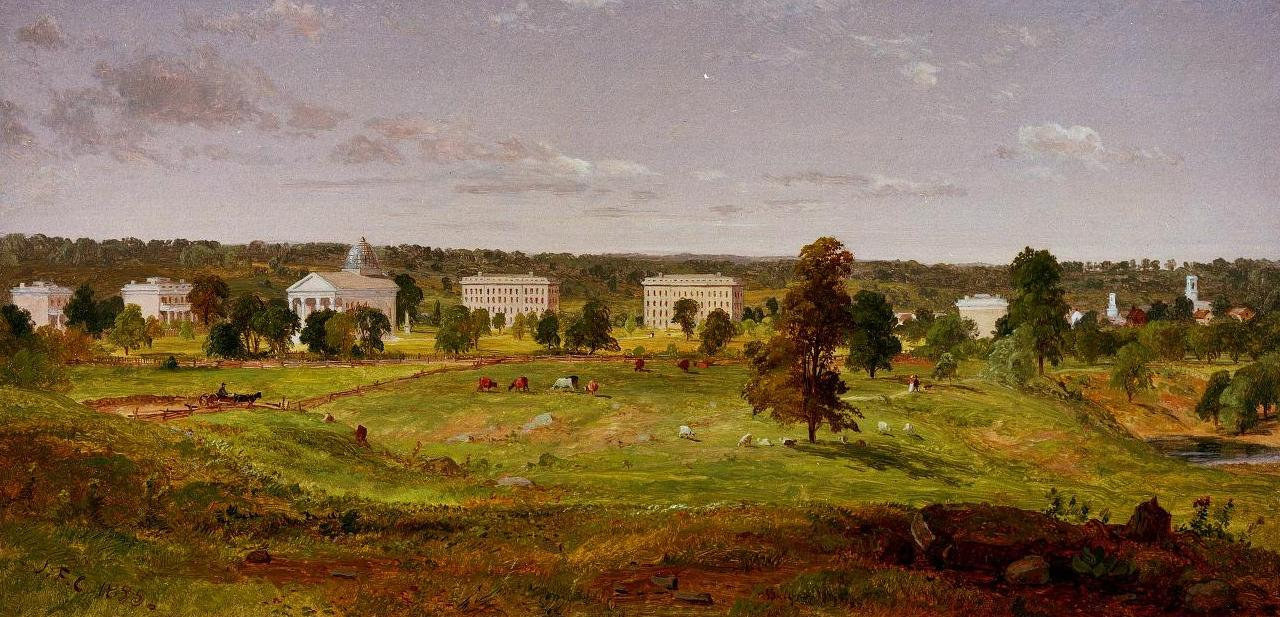
1855년의 미시간 대학교

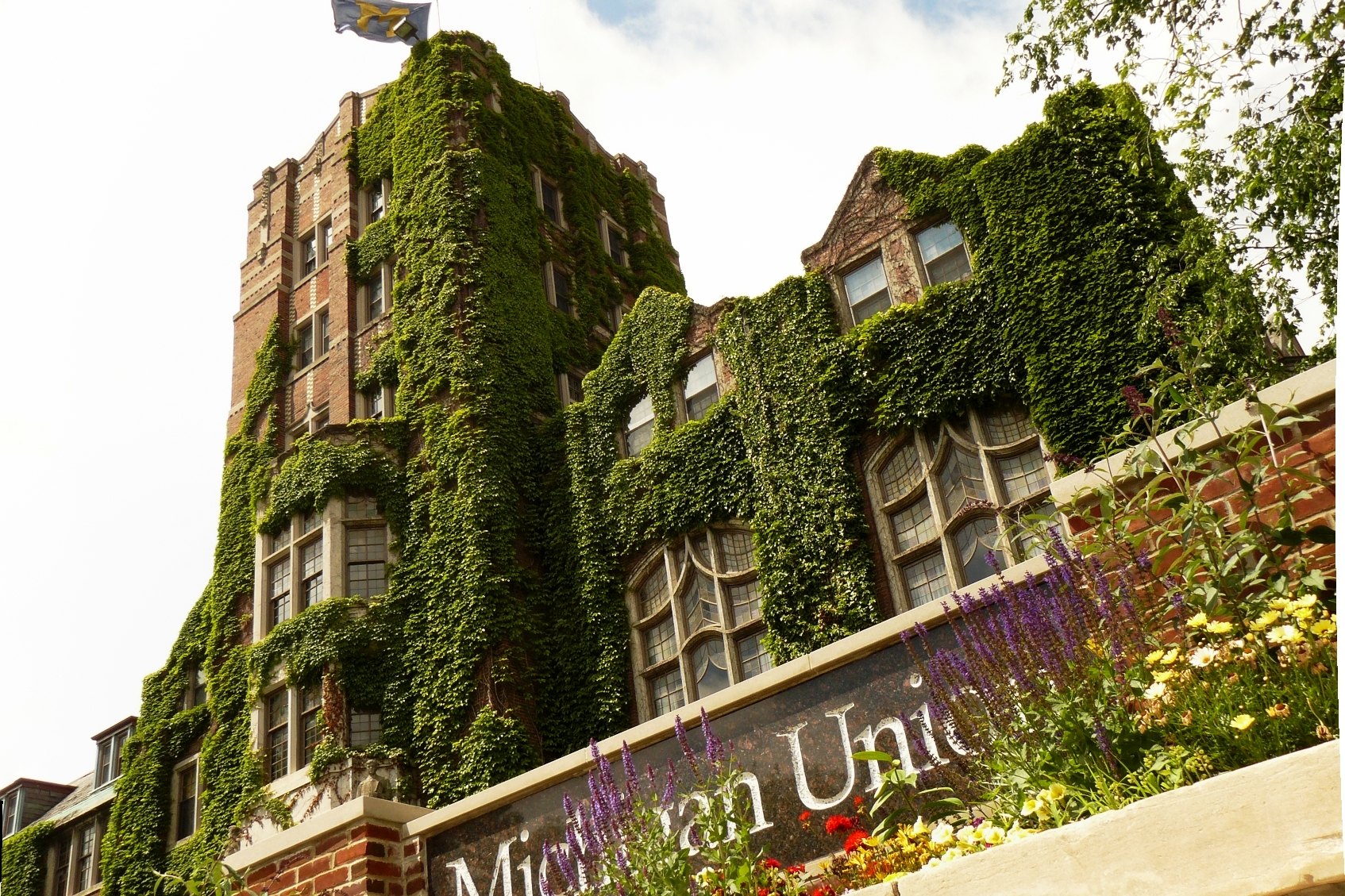
대학교 내 학생 회관

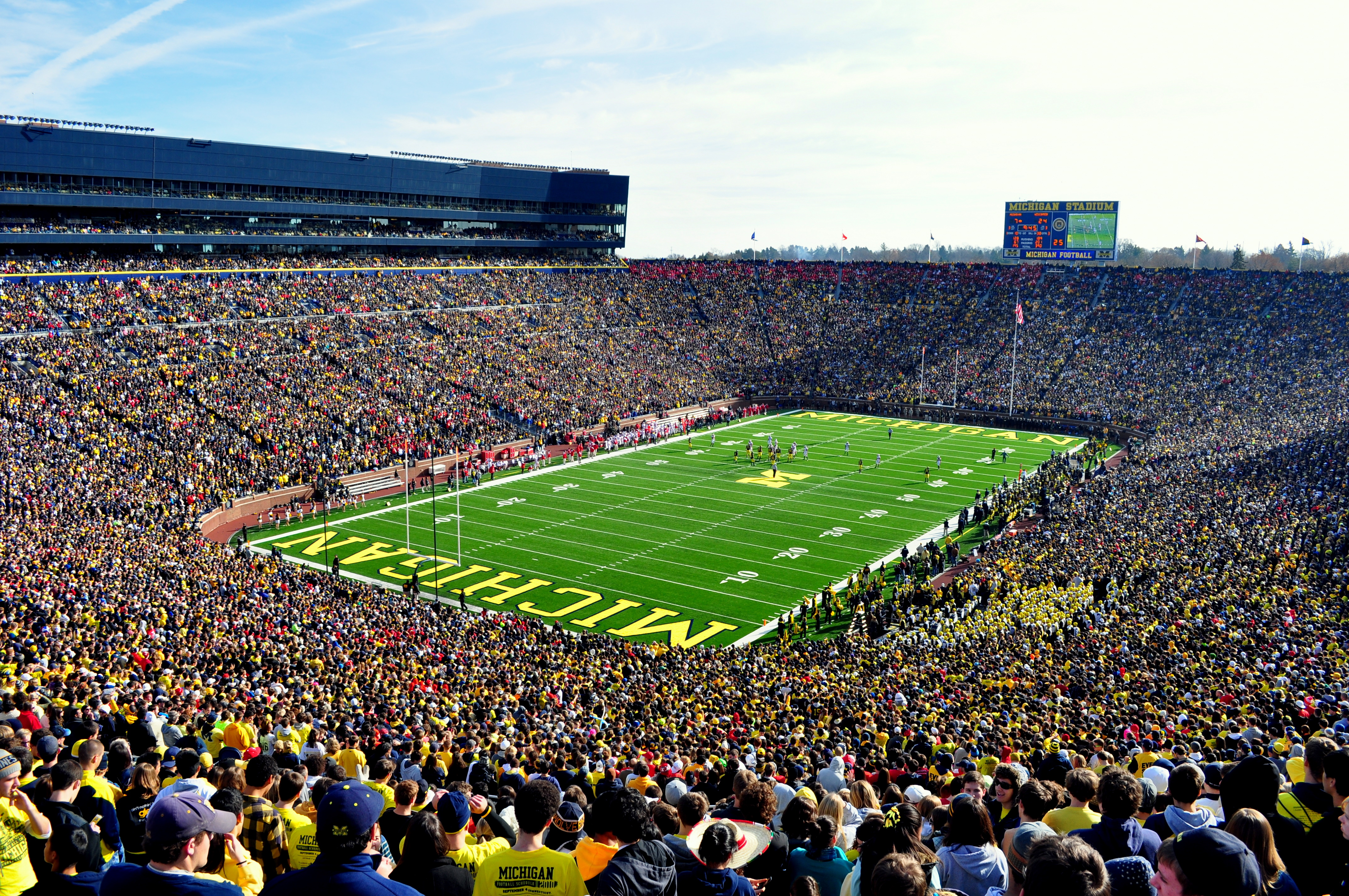
미시간 스타디움은 세계에서 두 번째로 큰 경기장이다.

미시간 대학교는 1817년 8월 26일 미시간 준주의 주지사와 판사들에 의해 카톨레피스테미아드 또는 미시가니아 대학교로 디트로이트에 설립되었다. 장로교 목사 존 몬티스가 초대 총장에 올랐으며 로마 가톨릭교회 사제 가브리엘 리처드가 부총장에 올랐다. 앤아버 측은 미시간주의 주도가 될 것을 대비해 약 16만 m2의 부지를 따로 준비해 놓았지만 랜싱이 주도가 됐고, 앤아버 측은 이 부지를 미시간 대학교 측에 제공했다. 이 부지는 오늘날 중앙 캠퍼스의 토대가 되는 땅으로, 본디 오지브와 족과 오타와 족, 포타와토미 족이 살던 땅이었으나 포트 메이그스 조약에 의해 원주민으로부터 할양받았다. 1821년에 공식적으로 이름을 미시간 대학교로 바꾸었고, 1841년에 수업을 시작했으며 1845년 제1회 졸업식에서 11명의 졸업생을 배출하였다.
1866년에 이르러 재학생은 1205명이 되었으며, 그 중 대다수가 남북 전쟁의 퇴역 군인이었다. 1870년에는 처음으로 여학생을 받아들였다. 1871년부터 1909년까지 총장으로 재임했던 제임스 버릴 에인절은 치의학과 건축학, 공학, 행정학, 의학 등의 전문 직업 교육까지로 학교의 교육과정을 확대해 나갔다. 또, 미시간 대학은 미국 최초로 세미나 방식의 수업 방법을 도입하였다.
1920년대와 1930년대에 아이비 리그의 대학들이 유대인 입학 할당을 제한하자 뉴욕의 유대인 학생들이 미시간 대학교를 선호하기 시작했다. 제2차 세계 대전이 벌어지는 동안 미시간 대학교 연구진은 미국 해군의 근접신관, 초계 어뢰정, 전파방해 개발 계획 등을 지원했다. 제2차 세계 대전이 끝난 뒤 학생 숫자는 급격히 늘어났으며 1950년에는 21,000명을 기록했는데, 이 가운데 7,700명은 군인 재정착법의 지원을 받았다. 냉전 시기에 우주 경쟁이 벌어지는 동안 미시간 대학교는 미국 연방 정부로부터 많은 연구 지원을 받았고 원자력의 평시 사용 개발을 도왔다. 1960년 10월 14일 미국 대통령 선거에 참가한 당시 매사추세츠주 상원 의원 존 F. 케네디는 연설에서 하버드 대학교를 동부의 미시간 대학교라고 말하기도 했다.
1964년 봄 졸업식에서 미국의 대통령 린든 B. 존슨은 그의 정책인 위대한 사회의 개요를 설명하는 연설을 했다. 1960년대에 대학 캠퍼스는 베트남 전쟁과 대학 행정에 반대하는 수많은 시위의 현장이었다. 1965년 3월 24일에는 미시간 대학교 학생회의 3천여 명의 학부생들이 미국에서 처음으로 학부생이 주도하는 토론회를 갖고 미국의 동남아시아에서 펼치고 있는 정책을 규탄했다. 1968년 4월 마틴 루터 킹 주니어 목사가 암살된 뒤에는 흑인 학생 수십여 명이 행정동을 점거하고 흑인 학생과 교수, 교직원 등을 더 뽑을 것을 요구했다.

## 교육 및 연구

### 순위 및 평가

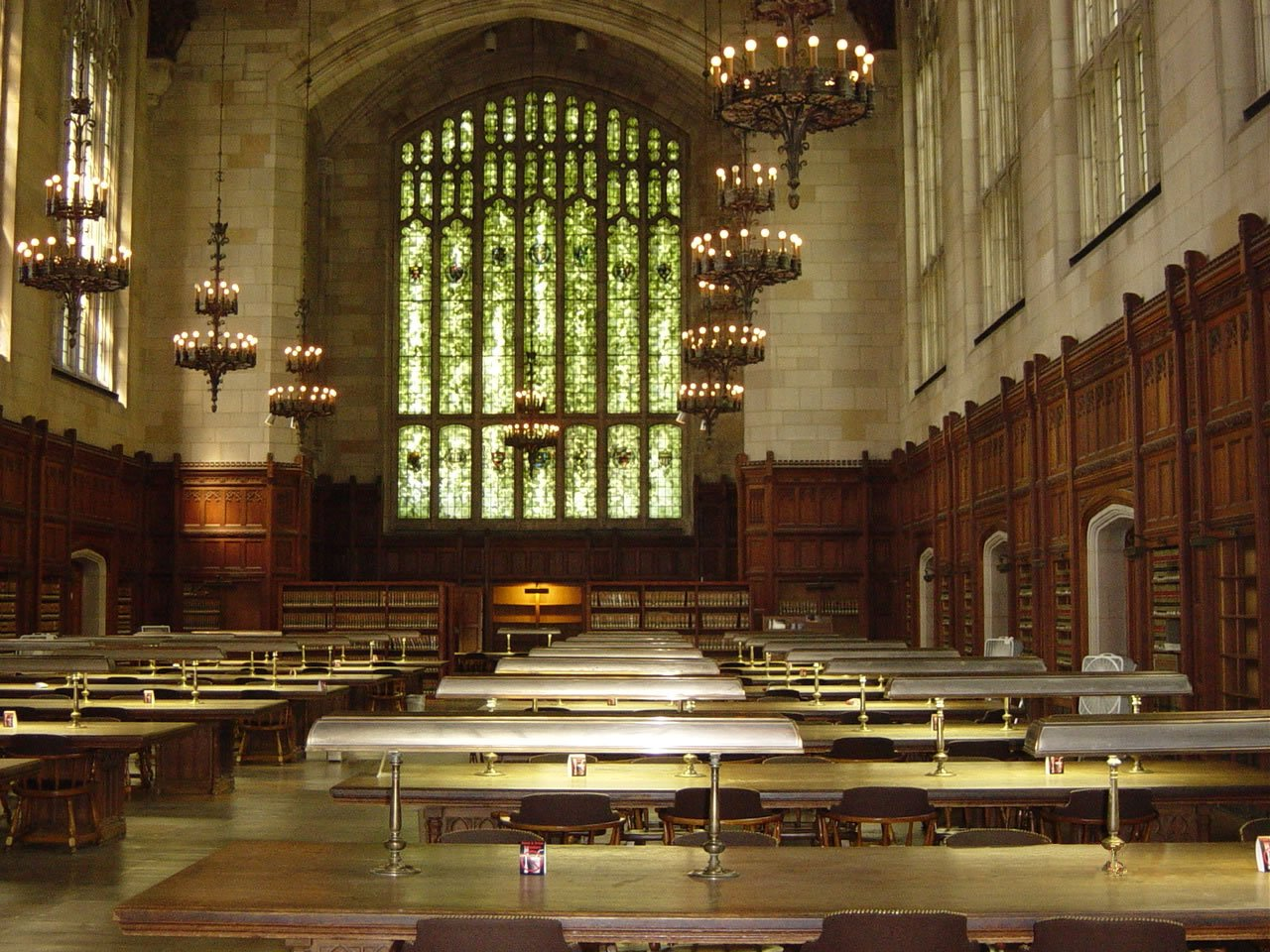
로스쿨 도서관 열람실

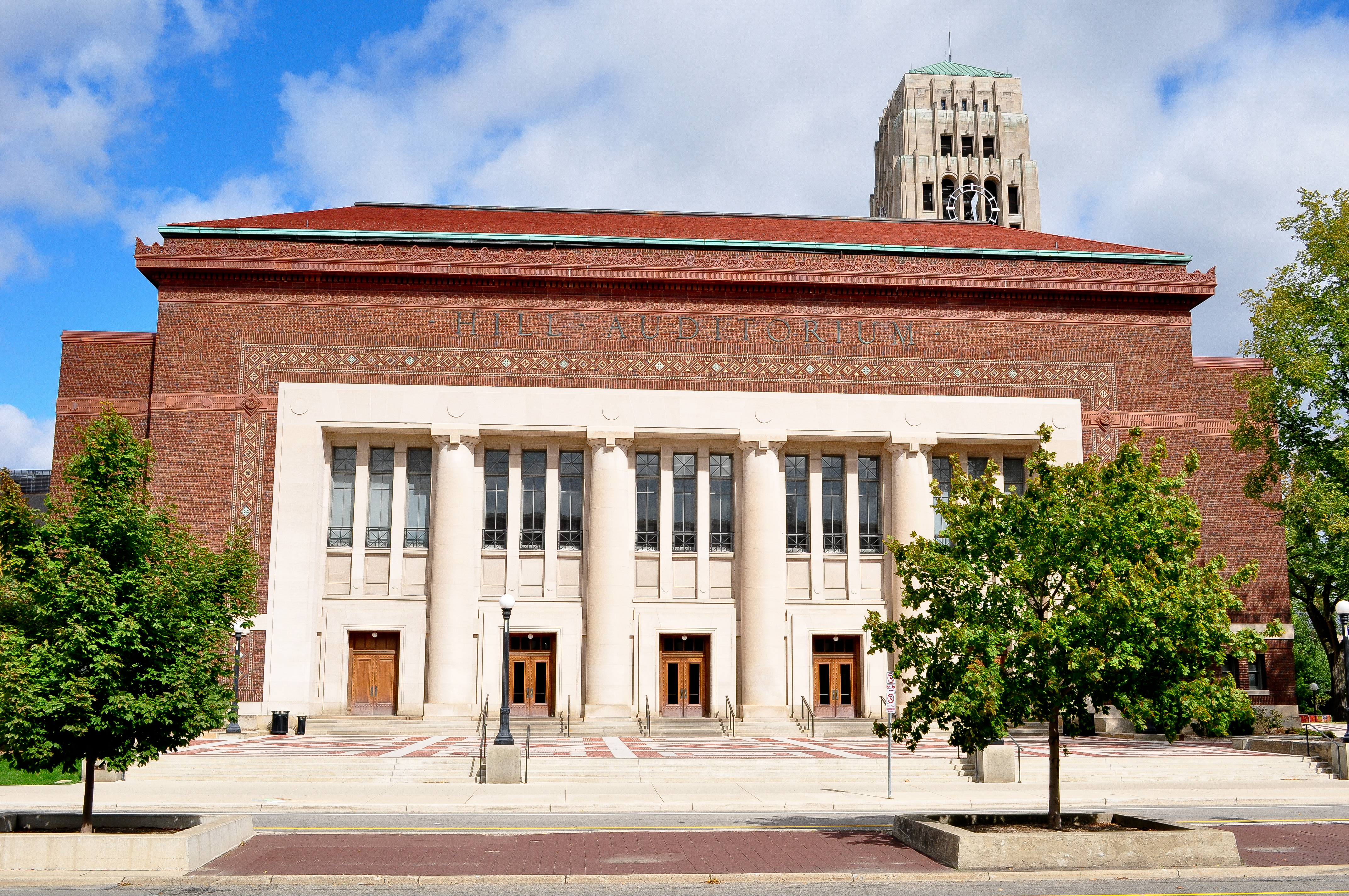
힐 오디토리움(강당)과 버튼 타워

미시간 대학교의 학부는 2024년 U.S. 뉴스 & 월드 리포트(US News & World Report)에서 발표한 미국 종합대학 학부 순위 21위, 미국 공립 대학 학부 기준으로는 3위를 차지하였다. 2019년 Niche 및 Business First가 발표한 공립대학 학부랭킹에서는 1위를 차지하였다.  2019년 Wall Street Journal/Times Higher Education 및 Forbes에서 발표한 공립대학 랭킹에서는 2위를 차지하였다.  연구 중심의 전통이 강한 학교이기 때문에 대학원 과정의 순위가 상대적으로 더 높으며 전공 대부분이 10위권에 선정된다. 2018년 전문대학원 순위에서 로스쿨은 8위, 경영대학원은 7위, 의학대학원 7위를 기록하였고, 일반 대학원의 경우, 공학대학원은 4위, 원자력공학대학원 1위, 건축대학원은 7위, 사회학 1위, 심리학 4위, 정치학 4위, 철학 4위를 기록했다.  또한 미시간 대학교는 퍼블릭 아이비에 속한다.

### 연구 및 기부금

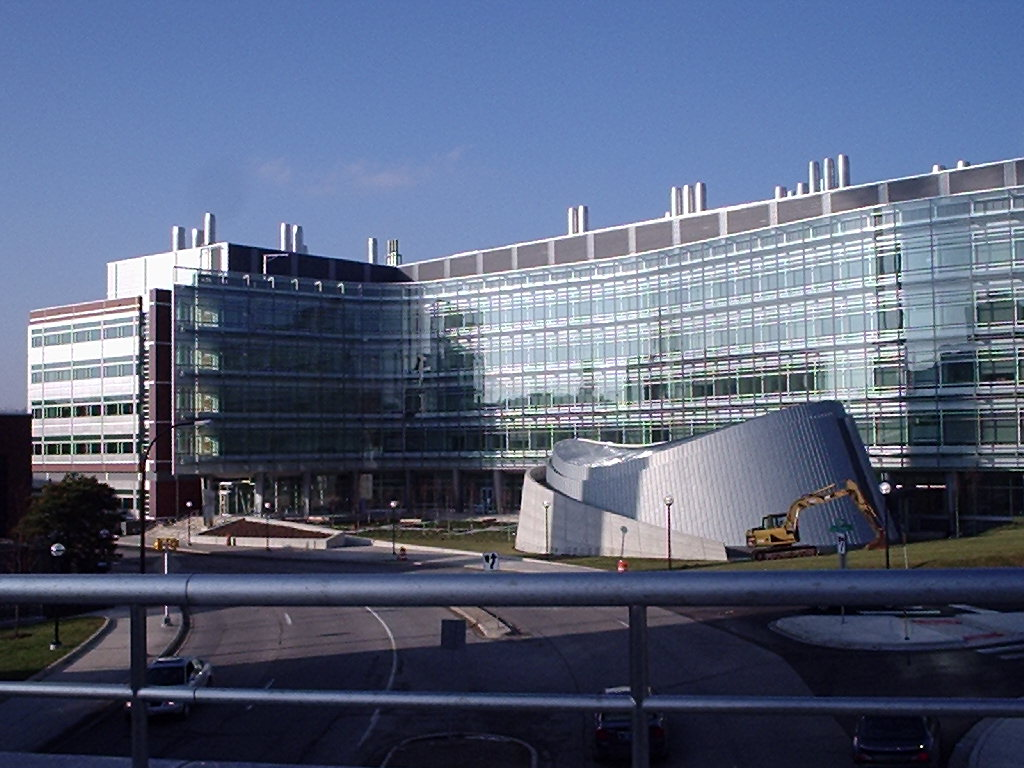
미시간 대학교 의과대학 내 생의학 연구소

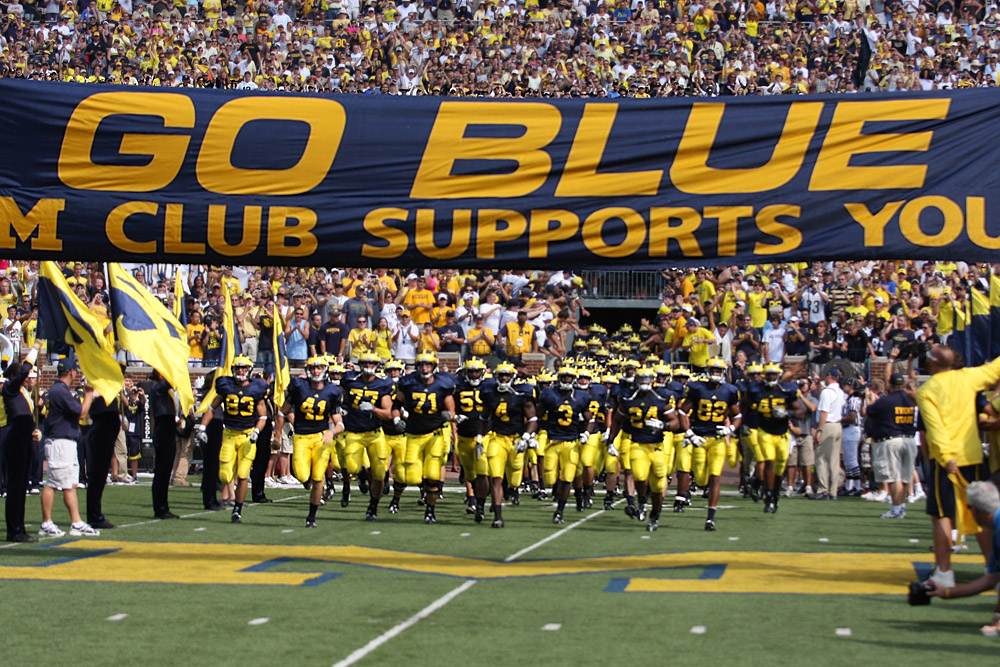
미시간 대학교의 미식축구 팀의 입장

미시간 대학교는 1900년에 만들어진 미국 내 연구 대학 모임인 미국 대학 협회의 창립 회원 중 하나이다. 미시간 대학교는 미국에서 대학 연구 기관으로서는 가장 많은 연간 연구 기금을 다루고 있으며 2009년에는 약 10억 달러를 기록했다.
미시간 대학교 경영대학원 동문이자 미국의 부동산 개발 사업가 스테판 로스는 2017년까지 총 3억 7천 8백만 달러 (약 4,265억 원)를 기부하여 미시간 대학교 역사상 최대의 기부자가 되었다. 미시간 대학교는 이를 기념하여 스테판 로스의 이름을 따 경영대학원의 이름을 로스 경영대학원(Ross School of Business)으로 바꾸었다. 이 밖에 찰스 멍거, 앨프리드 터브먼 등이 1억 달러 이상을 기부한 바 있다.
의과대학이 4억 4천 5백만 달러 이상의 연구비를 썼고, 공과대학은 1억 6천만 달러 이상의 연구비를 써 두 번째를 기록했다. 한편, 미시간 대학교는 기술 이전 사무국을 두고, 대학의 연구 성과를 기업들이 상업적으로 이용하는 데 관련한 업무를 관장하게 하고 있다.

### 학부 입학 현황
2019학년도 신입생(합격자) 분포 가운데 중간 50%에 달하는 학생들의 ACT 성적은 32-35점이고 SAT 점수는 1380-1540 (1600점 만점) 점이다. 합격률은 2019년을 기준으로 22.8%을 기록했다. 이 신입생 중 약 22% 및 전체 등록 학부생 중 25%가 인종적으로 소수에 속한다.
600여 개의 다양한 전공 과정에 25,555명의 학부생들과 14,470명의 대학원생이 재학 중으로 학생 인구상 전 세계에서 가장 큰 대학 중 하나다. 해마다 5,400여 명의 신입생들이 들어오는데, 이들 학생들은 미국 전국에서 뿐만이 아니라, 전 세계 100여 개 국가를 망라하는 다양한 출신을 갖고 있다. 2019년도 신입생 들의 고등학교 평균 GPA 3.9/4.0을 받고 온 것으로 조사되었다.
학생 중 약 65%가 인문, 과학, 예술 대학(LS&A)에 재학 중이다. 학생 중 약 20%는 공과대학 학생이다. 약 3%는 로스 경영대학원(Ross School of Business)에 재학 중이다. 나머지 학생들은 간호대학, 미술 및 디자인대학 등 소규모의 단과대에 재학 중이다. 미시간 대학교의 타 주 출신 학생이 내는 등록금은 미국에서 가장 비싸다. 또한 인종 기준에 따라 입학 사정 시 가점을 주는, 인종 차별 대우에 대한 처우 개선 프로그램을 갖고 있던 대학이었다. 이것은 이러한 정책이 미국의 헌법과 일치하는 2003년 미국 대법원의 결정에 의해 지원받은 바 있었다. 그러나 2006년 11월에 이르러 미시간주 주민 투표에 의해 모든 공립 학교 및 공공 기관의 차별 대우에 대한 처우개선 프로그램을 금지한다는 안이 가결되어 상황이 바뀌었다. 이후 미시간 대학교가 인종 혹은 성별을 입학 기준의 일부로 삼는 행위는 금지되었다.

## 갤러리

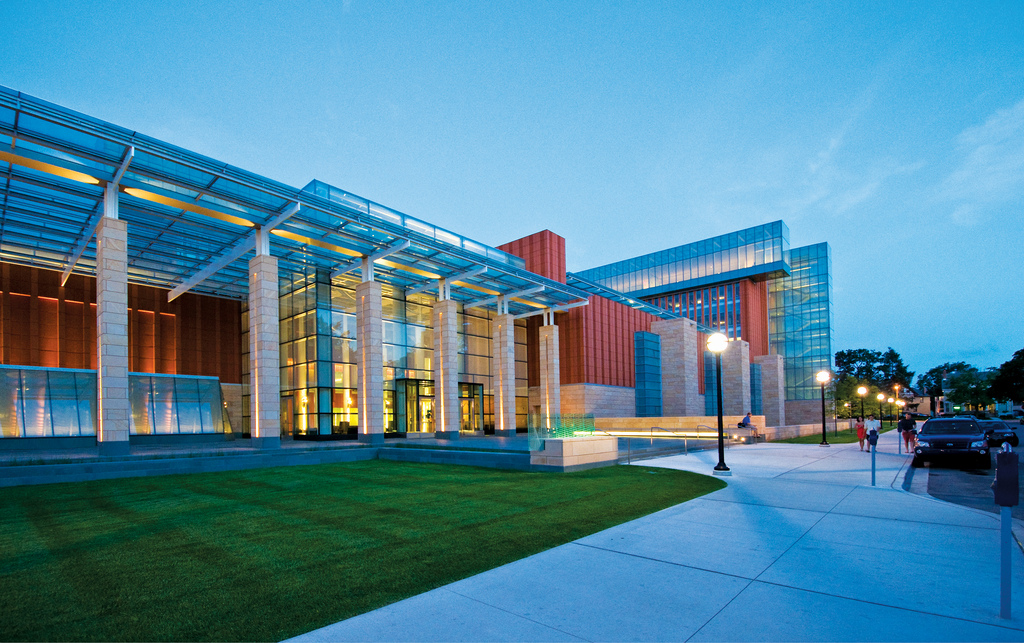
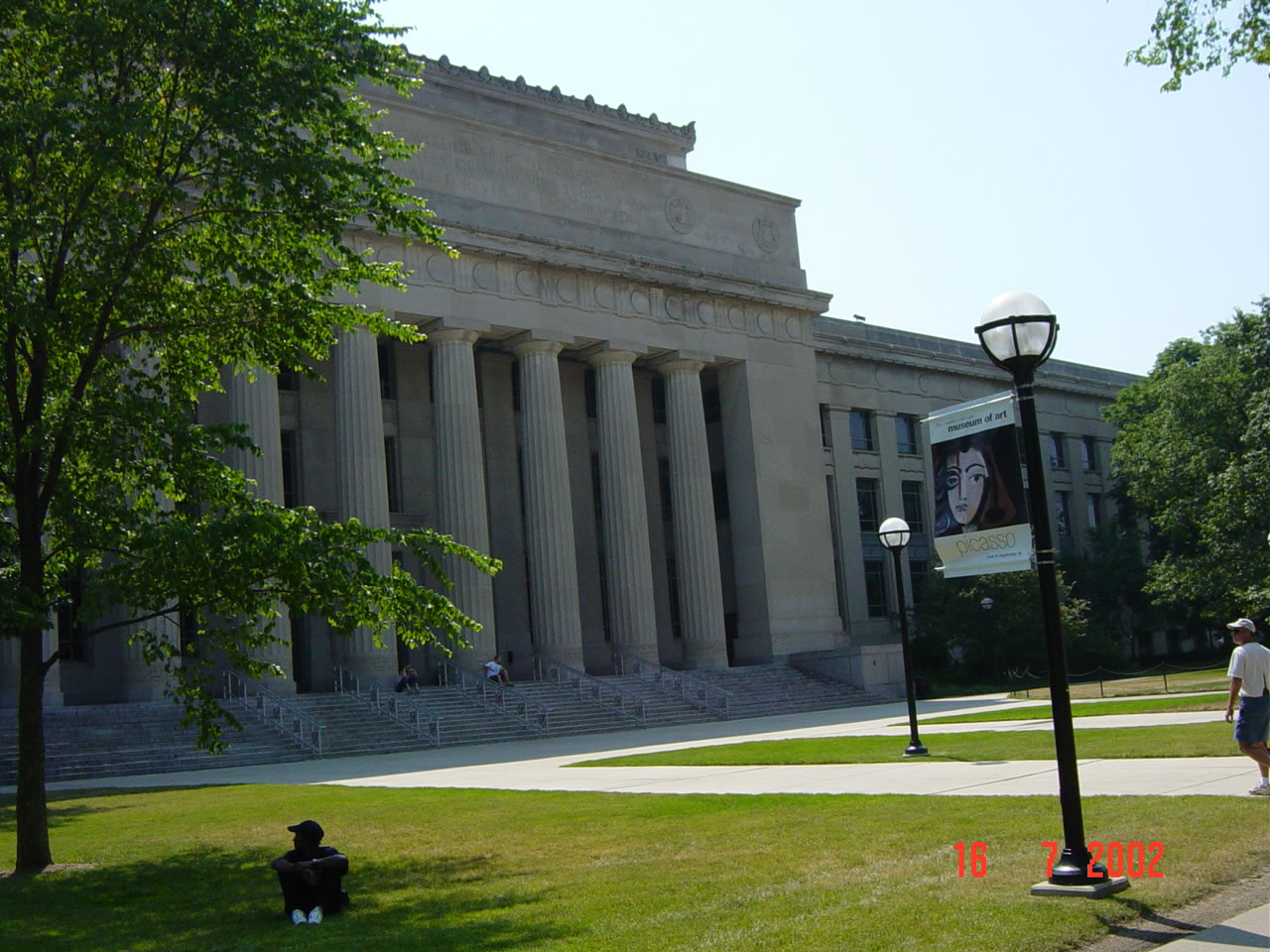
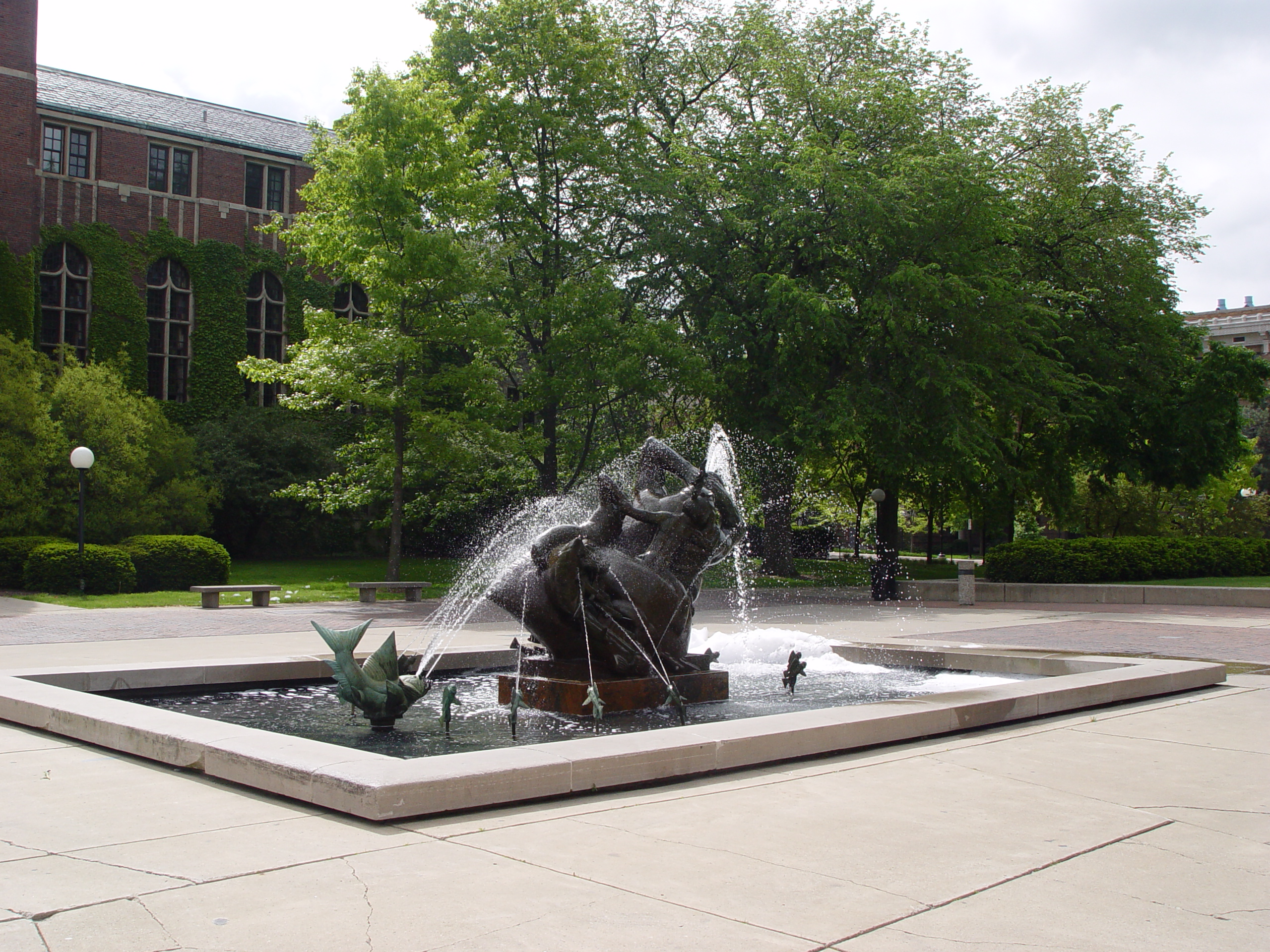
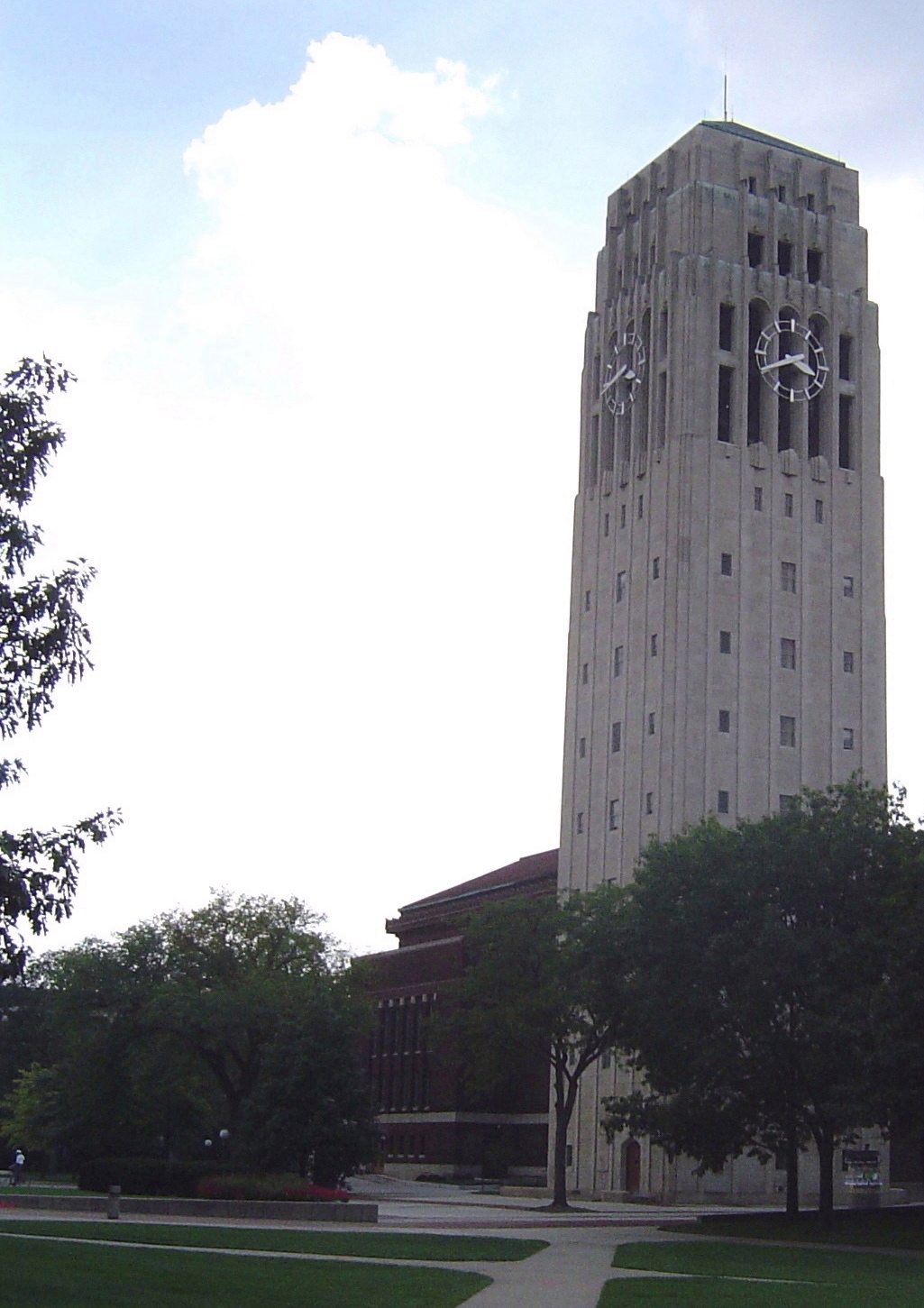
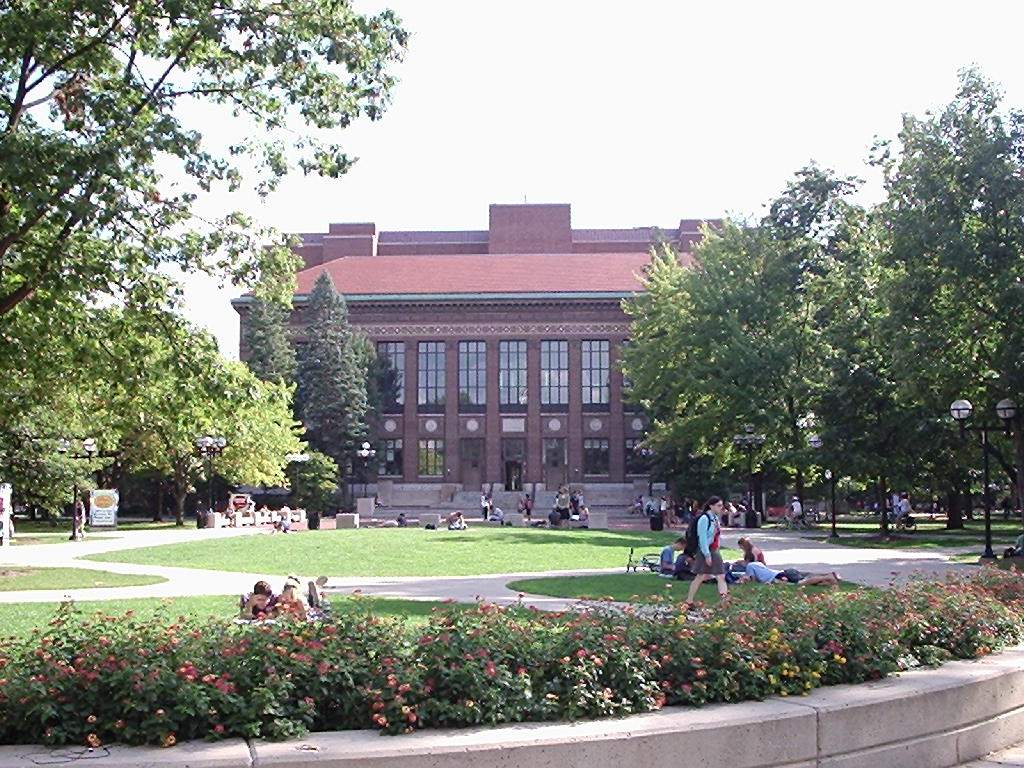
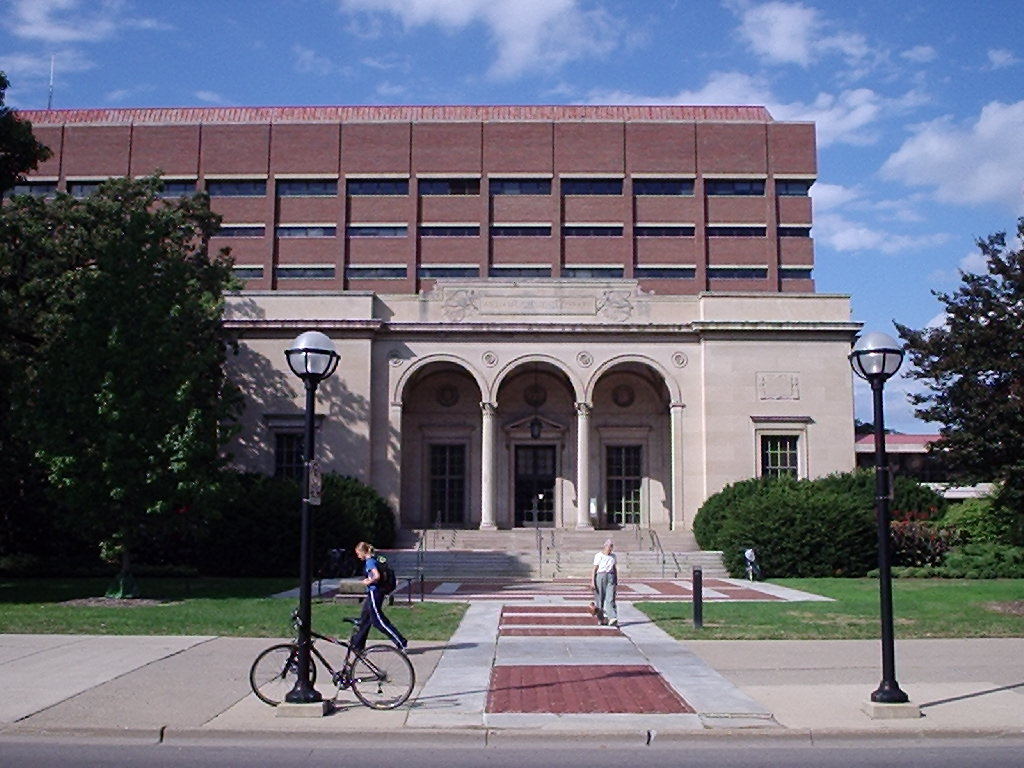
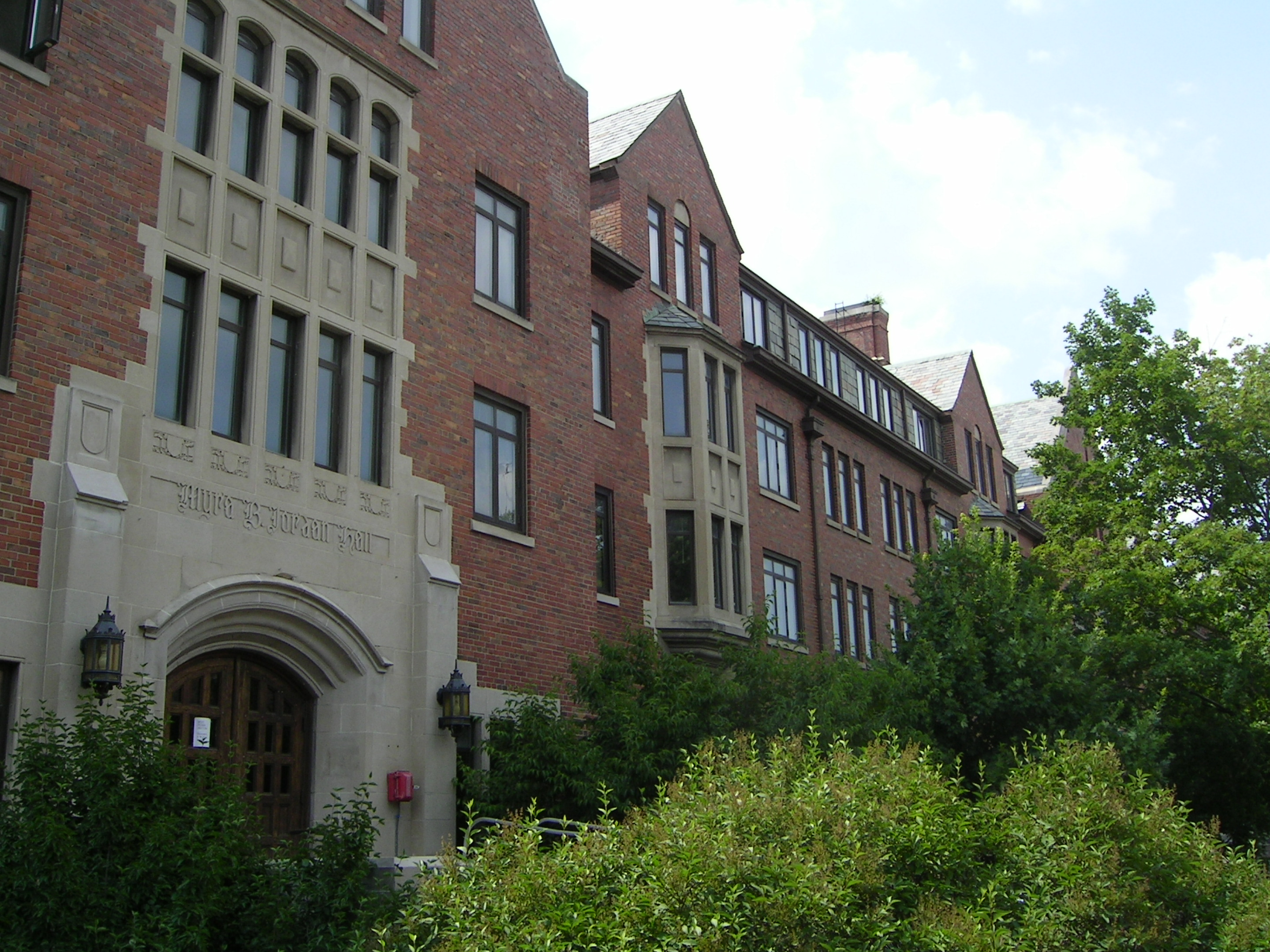
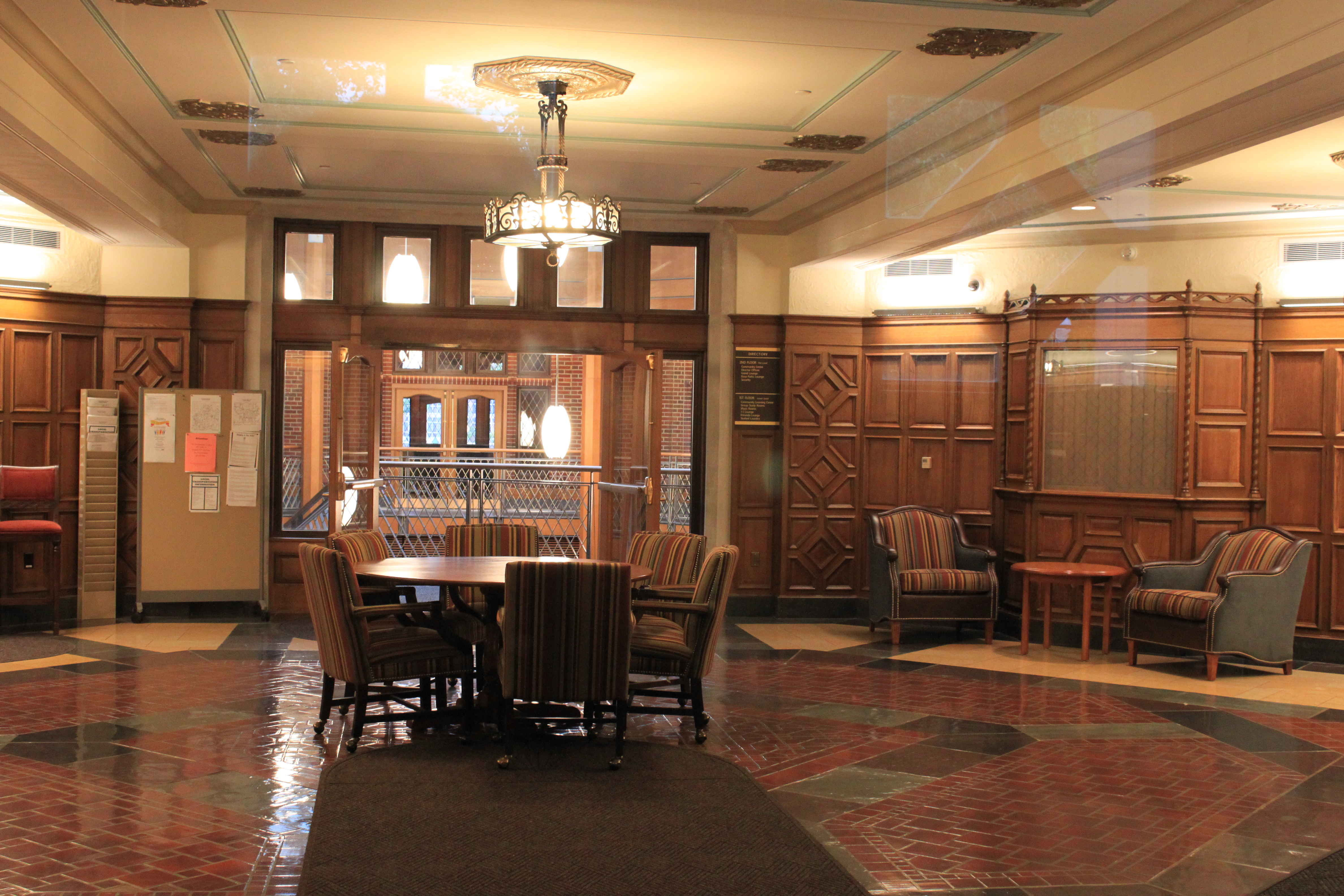
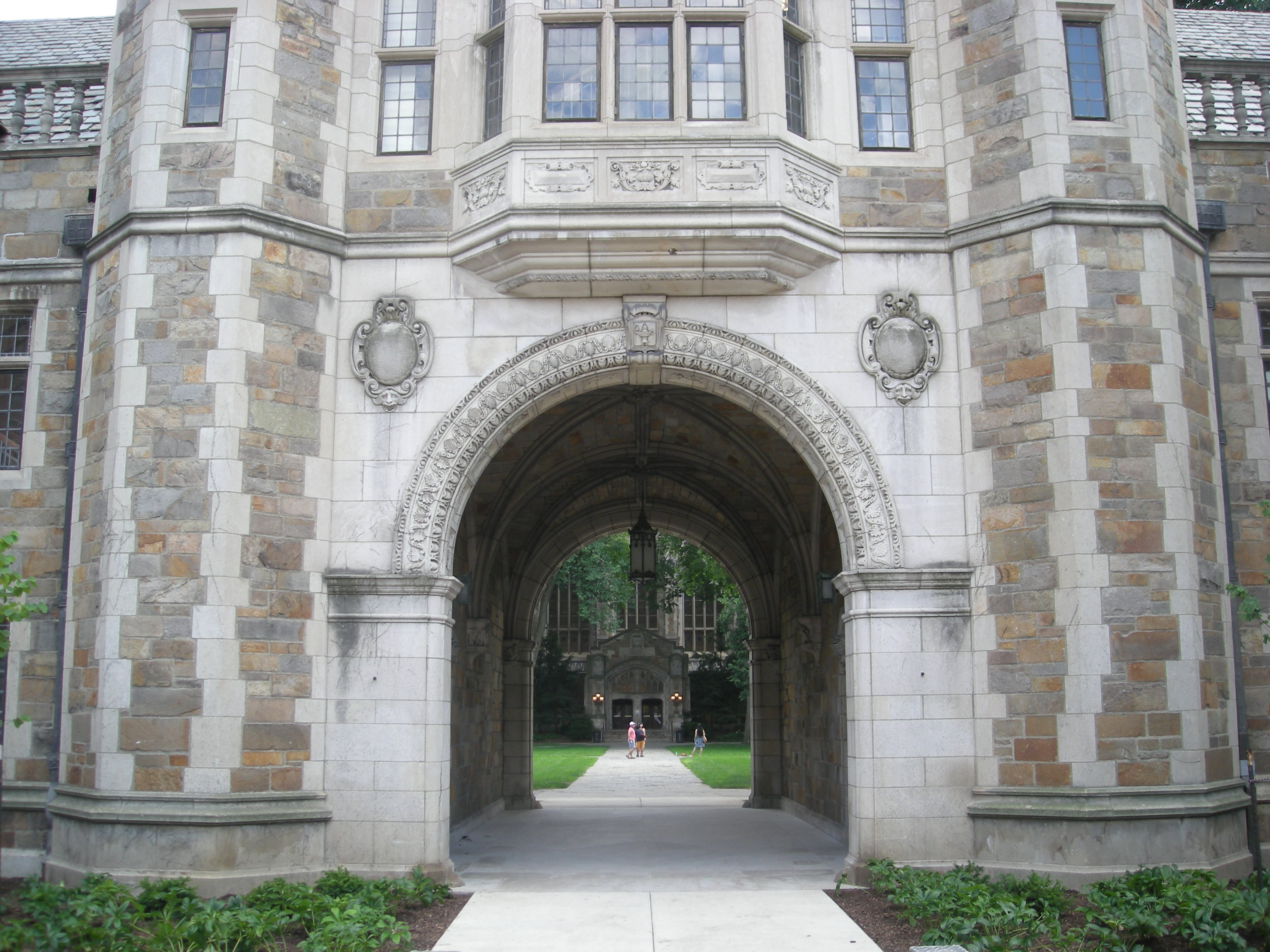
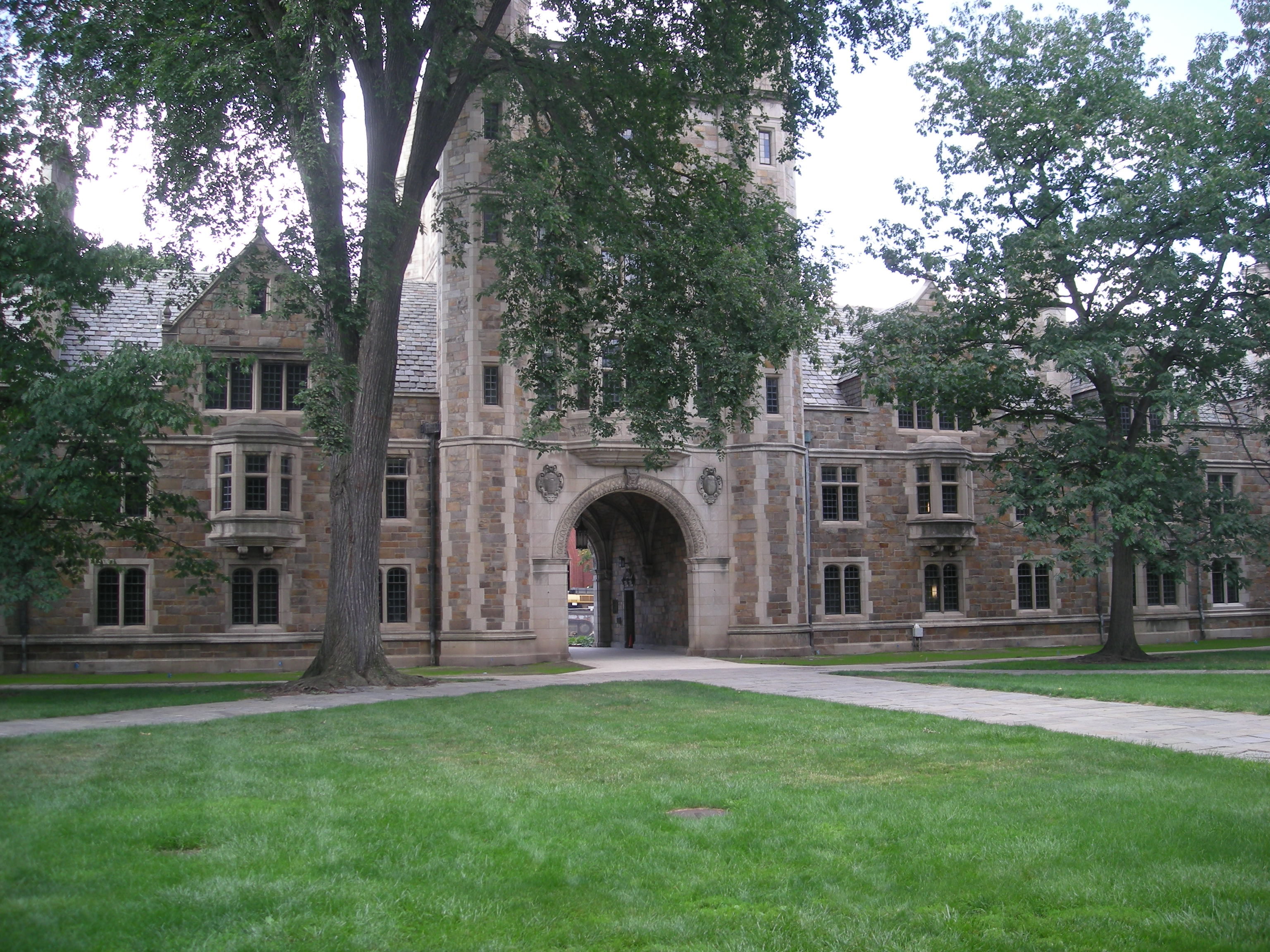
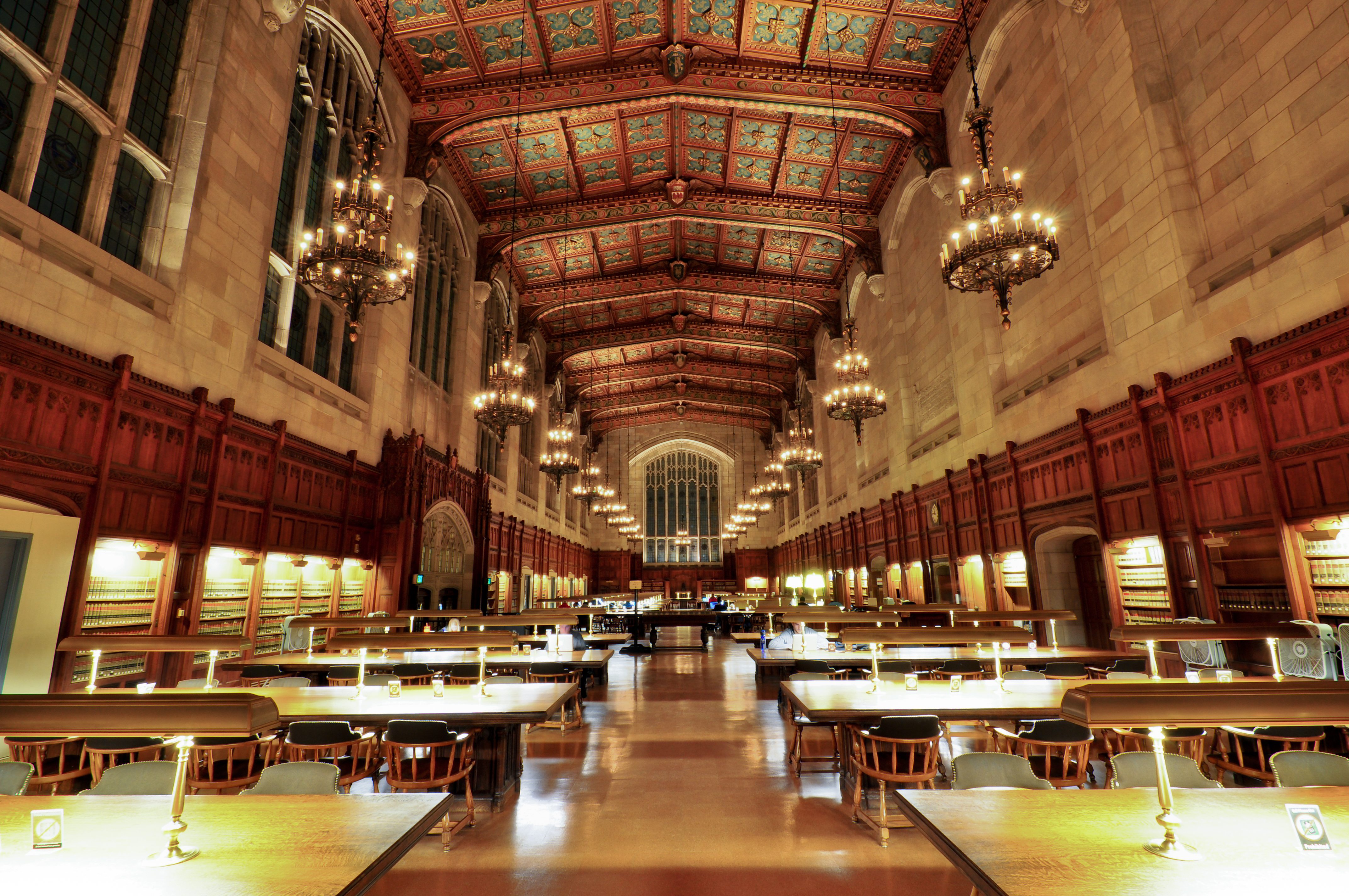
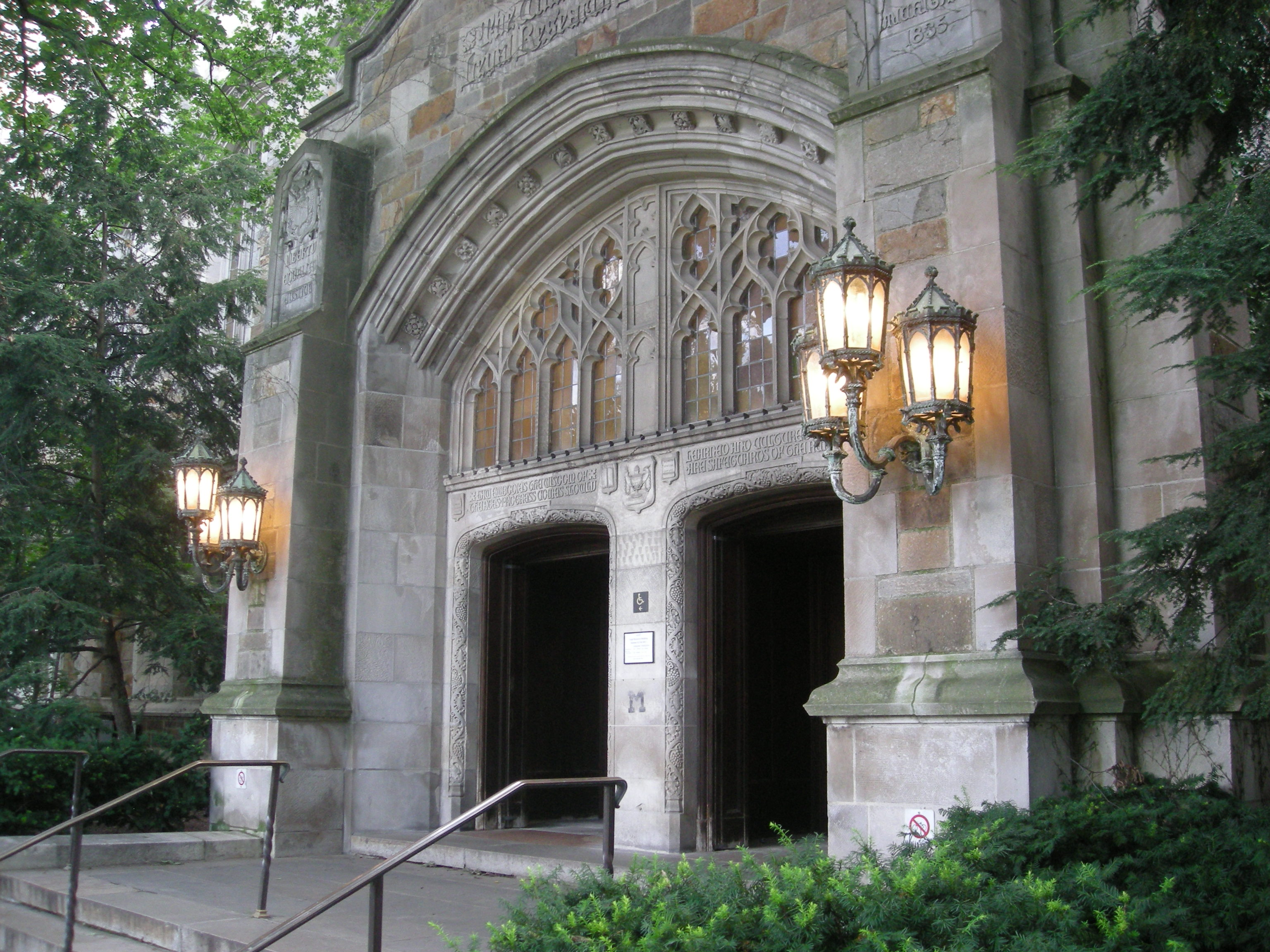
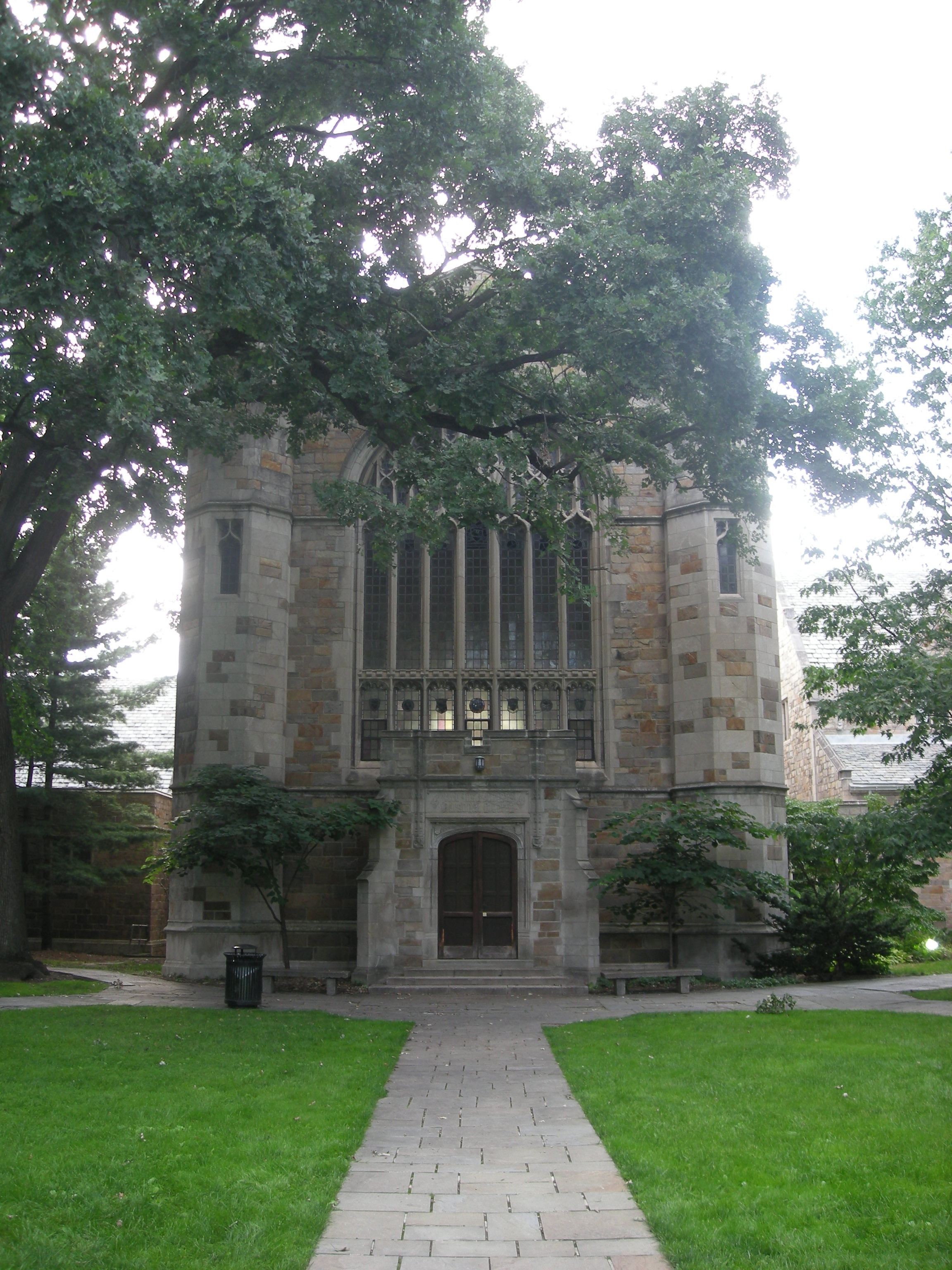
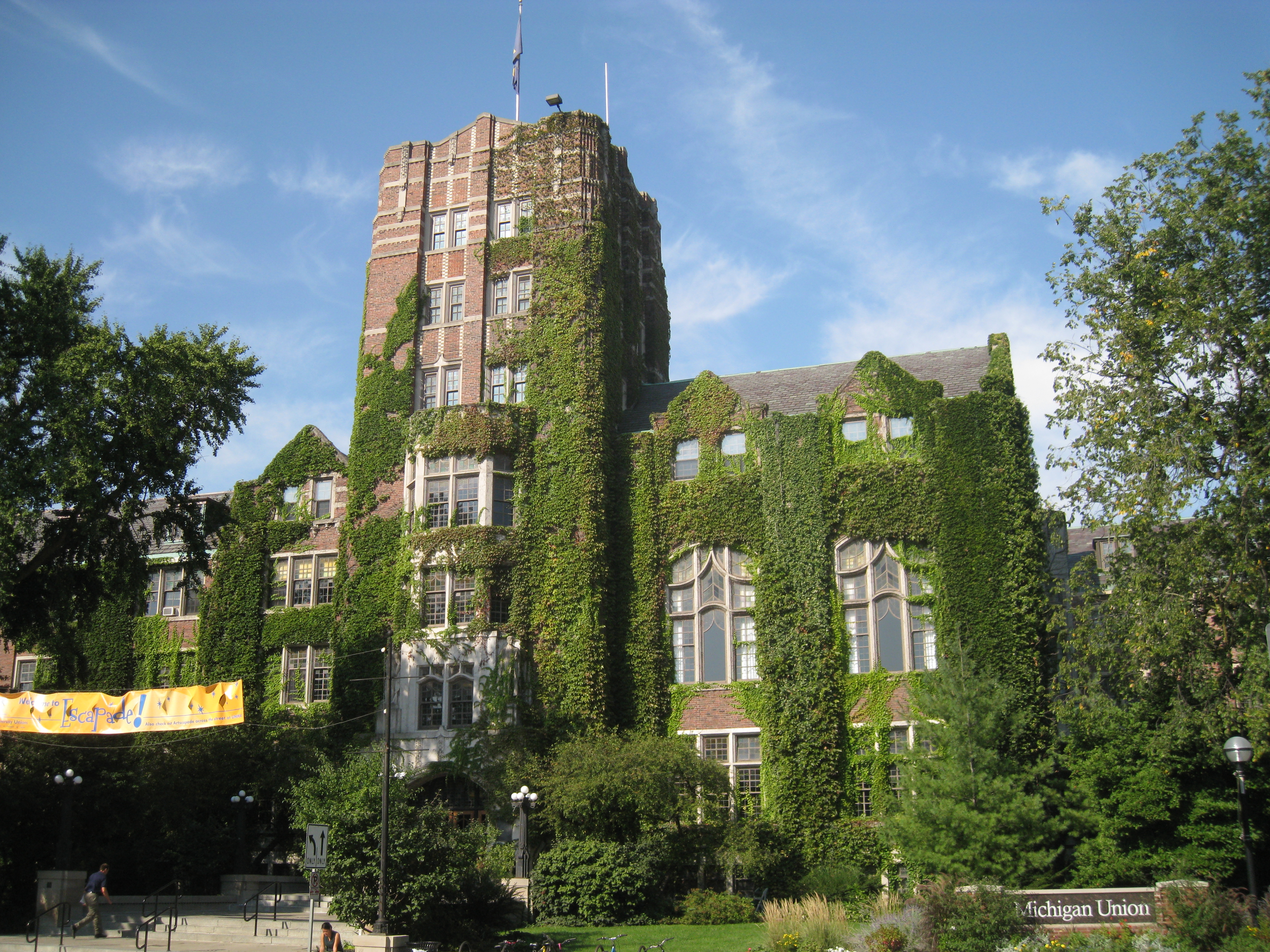
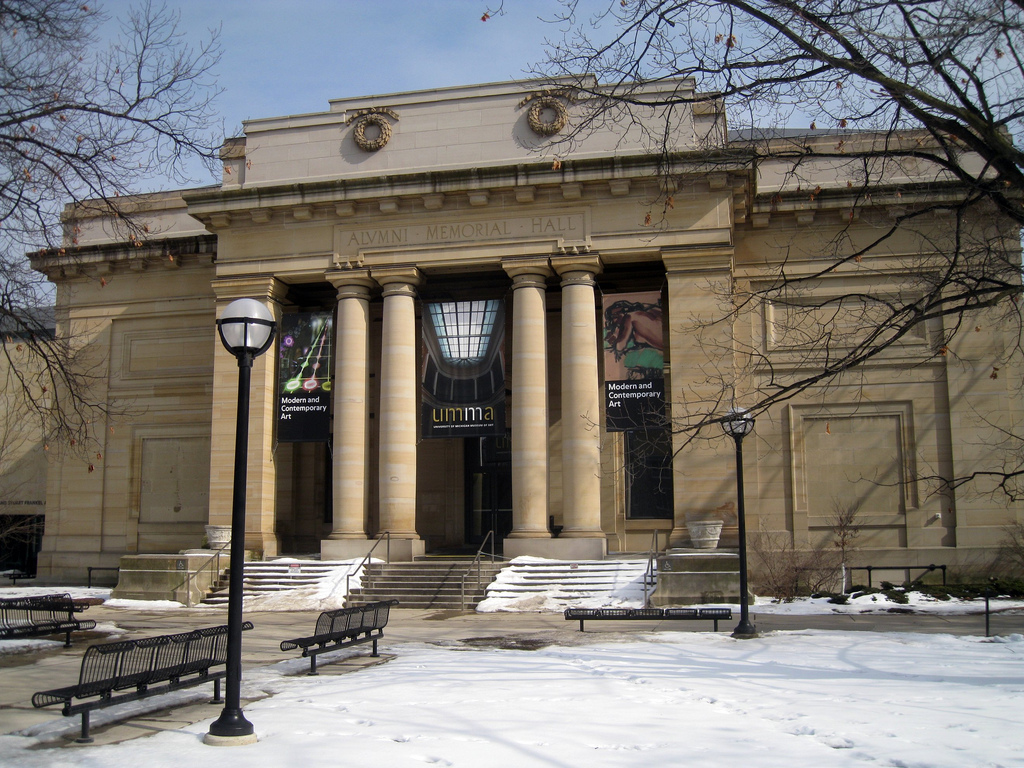
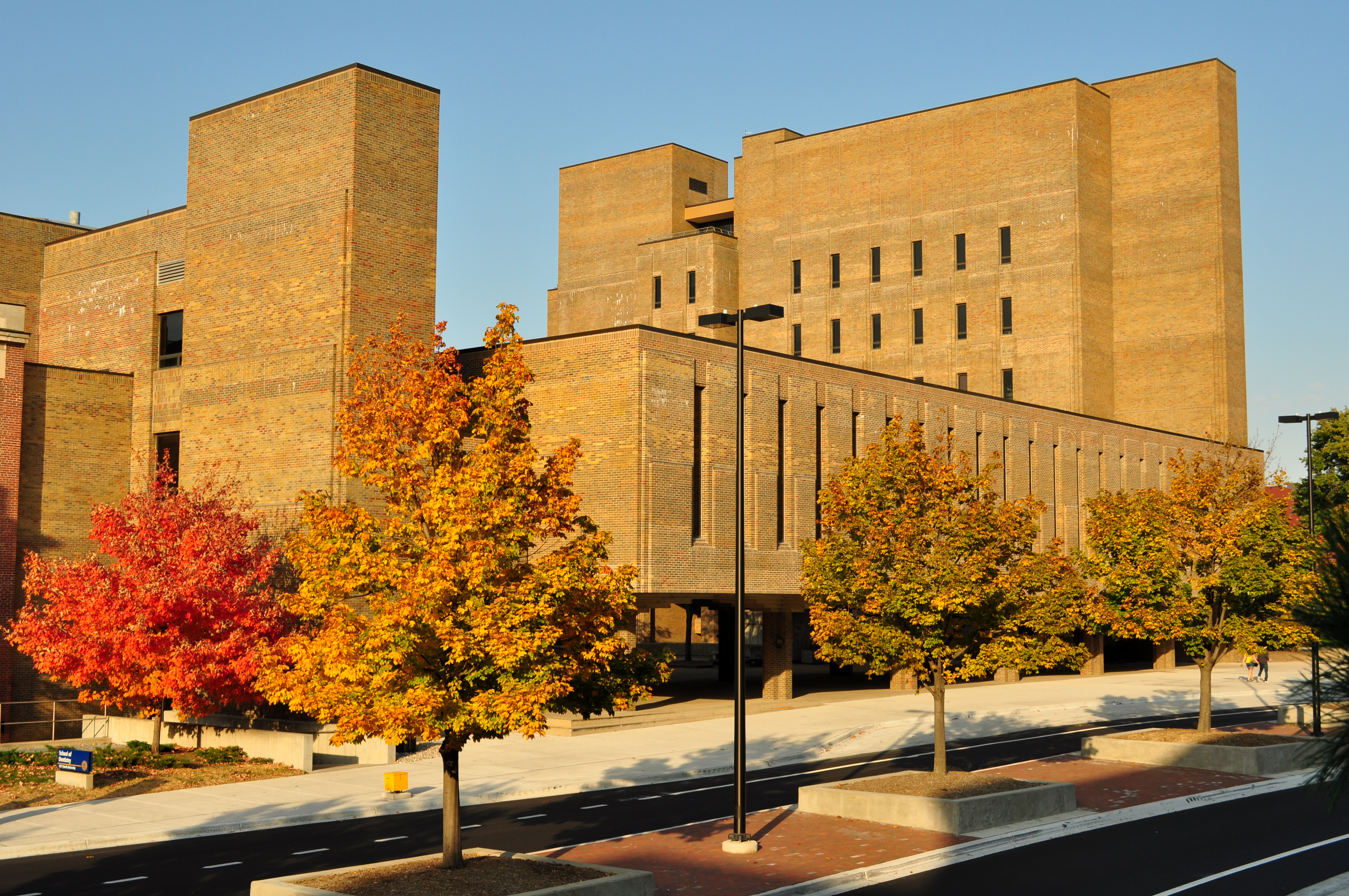

## 같이 보기
- 미시간 대학교 법학대학원
- 미시간 대학교 디어본
- 미시간 대학교 플린트